# Alfredo Carricaberry
Alfredo Carricaberry (Colón, 8 de outubro de 1900 – Buenos Aires, 23 de setembro de 1942) foi um futebolista argentino.

## Carreira
Vestiu pela primeira vez a camisa da seleção Argentina em novembro de 1922 no jogo contra o Uruguai.
Foi campeão e artilheiro do Campeonato Sul-Americano de 1927 com 7 gols e medalha de prata nos Jogos Olímpicos de 1928.

## Ligações Externas
- «Statistiche su once-onze». www.once-onze.narod.ru